# El cine de Maite
El cine de Maite es un drama cinematográfico argentina que se estrenó el 16 de octubre de 2008, dirigido por Federico Palazzo.

## Sinopsis
La historia se centrará en Maite, quien decide realizar un viaje en la motorhome que su padre había acondicionado para proyectar cine, escapando de tristezas y amores. 

## Reparto
- Viviana Saccone ...Maite
- Juan Manuel Tenuta
- Mario Labardén
- Isabel Quinteros
- Manuel Vicente
- Norma Pons
- Lucrecia Capello
- Juana Viale
- José Luis Alfonzo
- Osvaldo Santoro
- Raúl Lavié
- Adrián Navarro como...Gabriel
- Anita Martínez
- Susana Varela como...Mujer indígena
- Irene Almus

- Datos: Q24942689